# Xã Xenia, Quận Clay, Illinois
Xã Xenia (tiếng Anh: Xenia Township) là một xã thuộc quận Clay, tiểu bang Illinois, Hoa Kỳ. Năm 2010, dân số của xã này là 658 người.